# Liste des aéroports en Guinée
Voici une liste des aéroports de Guinée, triés par lieu.

## Aéroports
| Lieu        | OACI | AITA | Nom                               |
| ----------- | ---- | ---- | --------------------------------- |
| Banankoro   | GUGO |      | Aéroport de Gbenko                |
| Beyla       | GUBE |      | Aérodrome de Beyla                |
| Boké        | GUOK | BKJ  | Aéroport de Boké Baralande        |
| Conakry     | GUCY | CKY  | Aéroport international de Conakry |
| Faranah     | GUFH | FAA  | Aérodrome de Faranah              |
| Fria        | GUFA | FIG  | Aérodrome de Fria                 |
| Kamsar      | GUKR |      | Aérodrome de Kawass               |
| Kankan      | GUXD | KNN  | Aérodrome de Kankan               |
| Kissidougou | GUKU | KSI  | Aéroport de Kissidougou           |
| Koundara    | GUSB | SBI  | Aérodrome de Sambailo             |
| Labé        | GULB | LEK  | Aérodrome de Tata                 |
| Macenta     | GUMA | MCA  | Aérodrome de Macenta              |
| Nzérékoré   | GUNZ | NZE  | Aérodrome de N'zérékoré           |
| Sangarédi   | GUSA |      | Aérodrome de Sangarédi            |
| Siguiri     | GUSI | GII  | Aérodrome de Siguiri              |